# Flanderský bouvier
Flanderský bouvier (francouzsky: Bouvier des Flandres) je plemeno honáckého psa šedé barvy. Plemeno vzniklo již v 17. století, původně sloužil hlavně k nahánění dobytka a také k tahu. Během první světové války byl aktivně využíván: přinášel zprávy a lokalizoval polohu zraněných vojáků. Dnes se používá k služebnímu výcviku a jako dobrý společenský pes. Dá se také použít ke sportovní kynologii (agility, flyball, canisterapie atd.).

## Historie

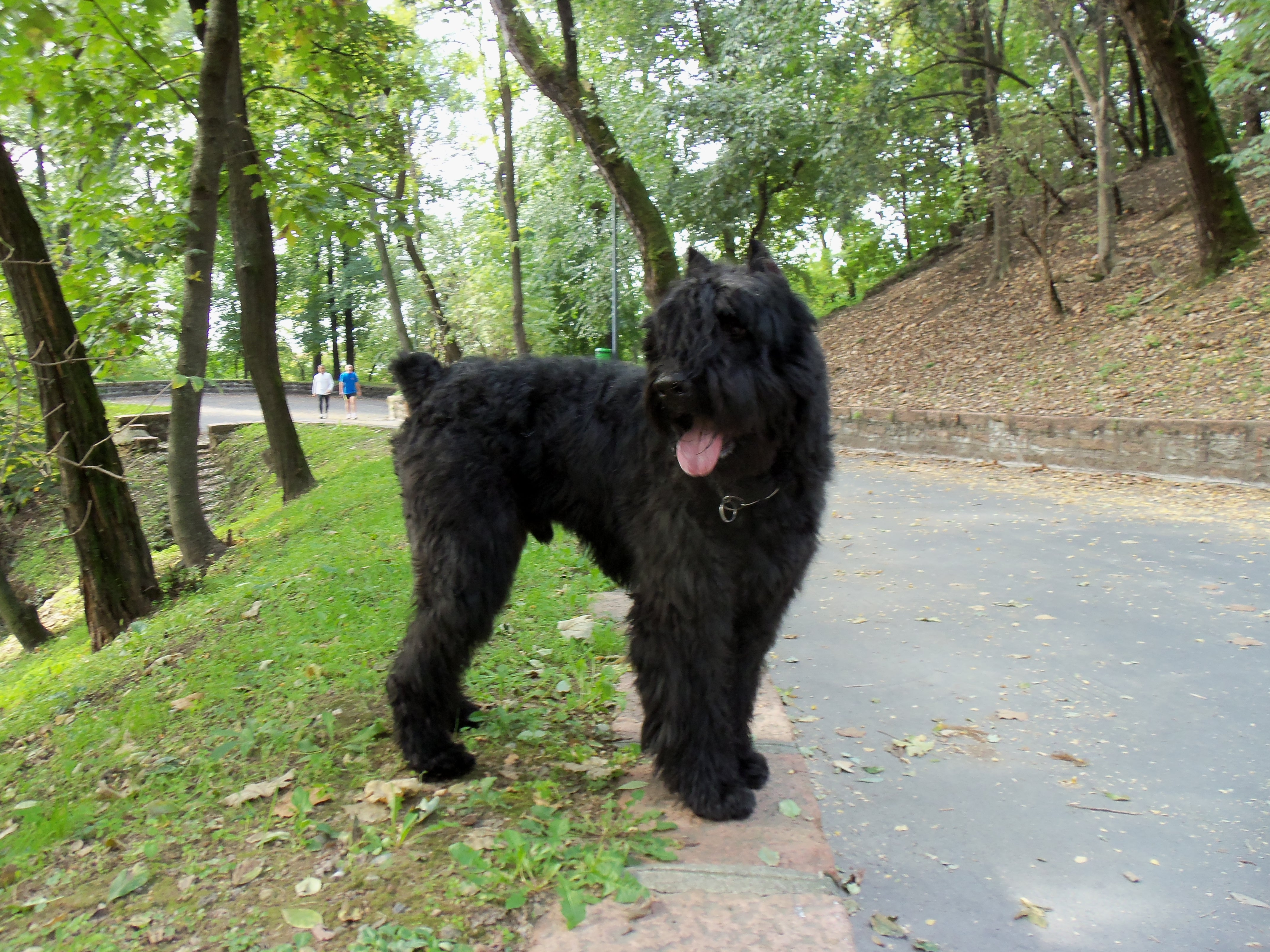

Vývoj tohoto plemene nebyl zapsán, ale první jedinci byli k vidění v 17. století na belgicko-francouzském pomezí - ve Flandrech. Přesný původ není příliš jasný. Původním posláním těchto psů bylo nahánění dobytka a sloužili jako hlídací psi. Poprvé bylo toto plemeno vystavováno roku 1910, ale standard byl sepsán až o dva roky později - v roce 1912. Za první světové války byl používán jako vyhledávač raněných vojáků. Toto plemeno za první světové války málem vyhynulo. Ve dvacátých letech 20. století se o oživení chovu postarali vlámští (belgičtí) chovatelé.

## Vzhled
Má krátké zavalité tělo na silných a dobře osvalených končetinách, působí dojmem síly, ne však těžkopádnosti. Přílišná robustnost a nadměrná hmotnost je na závadu jeho pružnosti a pohyblivosti. Jeho srst je buď šedá nebo šedočerná. Má velmi hustou podsadu a na dotek je hrubá. Dobře izoluje, avšak by se neměla často mýt šamponem. Hlava může působit masivně, lebka je spíše plochá a delší. Uši jsou malé, trojúhelníkovitého tvaru, svěšené a vysoko nasazené. Hřbet je široký, krátký a dobře osvalený, musí být vodorovný. Ocas je nasazen v linii hřbetu a je nošen nad ní.
Dorůstá výšky 59 - 68 cm, psi dosahují váhy 35 - 40 kg a feny 27 - 34 kg.

## Péče
Srst je zapotřebí nejméně třikrát ročně trimovat (vytrhávat starou srst aby mohla vyrůst nová). Také je nutné alespoň jednou týdně důkladně vykartáčovat. Důležité je odstraňovat srst ze zvukovodů a z místa mezi prsty. Plemeno lze snadno cvičit, a potřebuje důsledný ale ne tvrdý výcvik. Vhodným pohybem pro toho psa jsou procházky bez vodítka, aportování, běh vedle kola nebo plavání. Nejlépe mu bude venku, ale i přes to potřebuje být v kontaktu se svojí rodinou.